# Improvisto (espectáculo)
Improvisto es un espectáculo presentado en las salas de teatro de Venezuela con la actuación de la agrupación Akeké Circo Teatro, producida por Lilver Tovar, creada y dirigida por Jorge Parra. Improvisto nace tomando como punto de partida el clown (payaso) y sumándole la técnica de improvisación teatral que se ha profesionalizado como género desde la comedia del arte. Participaron en el Primer Encuentro Internacional de Improvisación de Venezuela junto al grupo argentino Stereotipos a Ciegas y los italianos integrantes de Improteatro.

## Presentaciones
Este espectáculo se estrenó en mayo de 2005 en el Espacio 80 (sede del grupo Actoral 80), pudiendo mantenerse con presentaciones constantes.
La dinámica y lo original del espectáculo ha logrado que por tanto tiempo se mantenga vigente la obra, al entrar el público a la sala recibe un papel donde puede escribir el título de la obra que quiere ver, luego, estos datos se introducen en un sombrero, por ejemplo: "Se murió el perro". 
En otro sombrero se colocan los géneros que se interpretarán: Musical, Rimado, Terror, Telenovela, Extranjero con traducción, 2 sílabas, Cuento de Hadas, etc. Empieza la función y aparece el presentador que se encargará de hacer la conexión entre el público y los actores. 
Como punto de partida tomará al azar uno de los papelitos entregados por el público y del otro sombrero un género. A partir de la lectura del presentador los actores tienen 40 segundos para preparase y empezar la función y así sucesivamente. Cada noche, 6 artistas se abocan a escenificar 5 historias diferentes e infinitos personajes, con extraordinaria imaginación tocando los temas más absurdos y entretenidos propuestos por el público asistente.
Al no tener guiones ni escenas establecidas el espectáculo siempre será espontáneo y novedoso.

## Integrantes
| Actualmente: - Daniel López - Jhonny Tavares - Ernesto Maseda - Oscar Martínez - Sara Castaño - Andrea Morgado - Taba Ramírez - Julián Izquierdo - Giannina Pavone - Valentina Royero - Sergio Cabrales - José Perillo | Han formado parte del elenco de Improvisto: - Daniela Belloso - Juan Belgrave - Corina Perera - Luis Da Silva - Kabeto - Cheo Mora - Yuruby Soto - Francisco Mastrojeni - Ron Chávez - Alejandra Otero - Marianna Michinel - Nadia María - Valentina Belloso - Bobby Comedia - Carolina González - Juan Roberto Mikuski - Reuben Morales - Elías Muñoz - Verónica Osorio - Vantroy Sánchez - Luis Fernando Silva - Lilver Tovar - Luis Miguel López - Mariela Segovia - María Alessia Machado - María Gabriela Quenza - Andrés Adolfo - Carito Delgado - Diana Rendeiro - Joshua Chris - Hermes Chirinos - Melissa Weil - Laura Rabell | Han participado como invitados del show: - Verónica Gómez - Erika de La Vega - Coquito - Álex Goncalves - Prakriti Maduro |

## Improvisto Internacional
Improvisto se ha expandido hacia otros horizontes. Por lo que hoy en día existe: Improvisto España, Improvisto México e Improvisto Chile.
Improvisto España: Iniciado a mediados del 2019 en formato de Reality. Dirigido por Francisco Mastrojeni (Franchutte), Angelo Stefanelli, y producido por Ana Karina Villegas.
Actualmente integrado por: 
- José Ángel Martínez
- Laura Rabell
- Andrés Adolfo Ruiz
- Armando Guerrero
- Esperanza Pineda
- Yelitza Mendes
- Valentina Ramos
- Javier Almagro
- Gustavo Cedeño
- Carlos Martínez
- Gustavo Capiello

Improvisto México: Conformado a mediados del 2019 por actores que han sido parte importante de Improvisto desde sus inicios, como: Ron Chávez, Nadia María, Yuruby Soto, Juan Belgrave y Javier Figuera. Donde también se sumaron Joshua García, Luis Miguel López y Carlos Lorenzo (Kabeto), quienes en los últimos años también dieron vida a este maravilloso show en Venezuela.
Posterior a ello, Nadia María (Directora) dicta un taller casting. Donde se suman al elenco:
- Luiz Rivera
- Brenda De La Serna
- Shoobana Silva
- Estefanía León
- Arquimedes García

Improvisto Chile: Este inicia a comienzos del 2019, con un taller montaje producido por Janset Rojas y dirigido por Vantroy Sánchez (Actor fundador de Improvisto).
Conformando el elenco:
- Amelia Rodríguez
- María Teresa Guzmán
- Gabriela Salinas
- Verónica Pérez
- Francisco Herrera
- Ramón González
- Luigi García
- José Ángel Domínguez
- Carlos Luis Andara

A finales de año Ron Chávez visita el país para brindar un segundo taller de improvisación. Sumándose al elenco: Adrián Soul, Daniel Parra, Nacho Colmenarez, Ange Freites y Keissy Soto.

## Comentarios de artistas
Me gusta lo que estos muchachos hacen y admiro el talento y el alma que los mueve a hacer reír como mandato divino. Hay en ellos algo de Aristófanes, del carnaval medieval y del cómico de la legua. Son las nuevas generaciones de comediantes abriendo sus espacios.   También admiro el valor de subir a un escenario a sacarse el humor de la manga de sus bragas como una suerte de magos de la risa. Sin duda, son portadores de eso que los teólogos llaman “gracia”. Y la gracia viene de Dios, el único humorista que no improvisa.
Laureano Márquez

Eso que escribiste antes de entrar a la función puede, por arte del azar, convertirse en el Gran Guion de la noche... Muy posiblemente será tu idea el argumento que hará estallar la sala entera frente a la velocidad de reacción, la ingenuidad e inteligencia de estos dementes improvisados. Lo que estás a punto de presenciar exige tus sentidos y energías encendidas al máximo... Créelo: querrás ser la/el elegido…
Horacio Blanco (fundador de Desorden Público)